# Skokholm
Ne doit pas être confondu avec Stockholm.
Skokholm (Ynys Sgogwm en gallois) est une île du pays de Galles. Elle est située dans le canal Saint-Georges, au large du village de Marloes, dans le Pembrokeshire.
Comme l'île voisine de Skomer, située à quelques kilomètres au nord, elle est protégée, grâce au National Heritage Memorial Fund en tant que site d'intérêt scientifique particulier pour ses importantes populations d'oiseaux. Elle abrite un phare.
Le nom de l'île vient du vieux norrois et signifie « île de bois », et sa significance est presque la même de Stockholm, la capitale de la Suède.